# Macleay
Macleay (korábban Stipp) az Amerikai Egyesült Államok északnyugati részén, Oregon állam Marion megyéjében elhelyezkedő önkormányzat nélküli település.
Névadója a temető számára földet adományozó John L. Stipp. A posta 1880 és 1939 között működött. Az iskola a Donald Macleaytől, az Oregonian Railway keskeny nyomtávolságú vasútvonalának befektetőjétől érkező adományból nyílt meg, ezért a település felvette a nevét.

## Fordítás
- Ez a szócikk részben vagy egészben  a   Macleay, Oregon című angol Wikipédia-szócikk ezen változatának fordításán alapul.  Az eredeti cikk szerkesztőit annak laptörténete sorolja fel. Ez a jelzés csupán a megfogalmazás eredetét és a szerzői jogokat jelzi, nem szolgál a cikkben szereplő információk forrásmegjelöléseként.